# ジュノー (ドック型輸送揚陸艦)
| USS Juneau (LPD-10) |                                                                  |
| 艦歴                |                                                                  |
| 発注                | 1963年5月23日                                                    |
| 起工                | 1965年1月23日                                                    |
| 進水                | 1966年2月12日                                                    |
| 就役                | 1969年7月12日                                                    |
| 退役                | 2008年10月30日                                                   |
| その後              | 国防予備船隊で保管                                               |
| 除籍                |                                                                  |
| 母港                | カリフォルニア州サンディエゴ                                     |
| 性能諸元            |                                                                  |
| 排水量              | 満載排水量：17,299 t, 軽荷排水量：9,589 t, 積載重量トン：7,710 t |
| 長さ                | 全長：173.7 m (570 ft), 水線長：167 m (548 ft)                   |
| 幅                  | 全幅：30.4 m (100 ft), 水線長：25.6 m (84 ft)                    |
| 吃水                | 最大：6.7 m (22 ft) , 限界：7 m (23 ft)                          |
| 乗員                | 士官59名、兵員569名、930名                                       |
| 兵装                | Mk.15 20mmCIWS 2基 Mk 38 25mm機関砲 2門 M2 12.7mm機銃 8丁        |
| 愛称                | The Mighty "J"                                                   |

ジュノー (USS Juneau, LPD-10) は、アメリカ海軍のドック型揚陸艦。クリーブランド級ドック型輸送揚陸艦の4番艦。アラスカ州の州都ジュノーに因んで命名され、その名を持つ艦としては3隻目である。

## 艦歴
ジュノーはワシントン州シアトルのロッキード・シップビルディングで1965年1月23日に起工した。艦はアラスカ州知事ウィリアム・A・イーガン夫人によって1966年2月12日に進水し、1969年7月12日に就役した。
1970年代全体にわたってジュノーは西太平洋に配備され、ベトナム戦争において、ベトナム海域に8度航海し5つの従軍星章を得た。ジュノーは1976年2月に、AV-8B ハリアー IIが着艦した最初の太平洋艦隊所属揚陸艦となった。
1980年代に、ジュノーは7度の配備転換が行われた。1989年4月にプリンス・ウィリアム湾でタンカー、エクソン・ヴァルディーズの石油流出事故が発生したとき、ジュノーは緊急命令を受け掃海業務を行う。同艦はアラスカ州のジョイント・タスクフォース指揮艦であった。艦は400人以上の清掃作業員のために通信、空陸輸送、食料、医療、クリーニング業務を提供した。
イラク軍のクウェート侵攻後、ジュノーは揚陸艦グループ3の僚艦12隻と共に1990年12月、砂漠の嵐作戦に参加するためペルシャ湾に向けて出航した。揚陸艦グループ2の艦が加わり、ジュノーは朝鮮戦争時の仁川上陸作戦以来最大の上陸作戦部隊のメンバーになった。1991年2月24日、ジュノーはサウジアラビアのラス・アル・ミシャブにクウェート南部からイラク軍を攻撃する部隊員と装備および弾薬を陸揚げした。
1991年5月、ジュノーはバングラデシュに展開しサイクロン被害援助のためのシーエンジェル作戦に参加した。
ジュノーは14回目の配置転換で、ソマリア沖でのレストア・ホープ作戦支援に参加した。艦に乗船した海兵隊員はソマリアの人々への食糧供給の安全保障業務に従事した。
ジュノーは1999年7月30日までカリフォルニア州サンディエゴが母港であったが、その後はダビューク(USS Dubuque, LPD-8)に代わって長崎県佐世保を母港としている。
1999年の6月から9月まで、ジュノーは姉妹艦のダビュークと最初のシップ-スワップを行った。両艦の乗員は引き続いてそれまでの母港に留まることとなり、ダビュークは母港のカリフォルニア州サンディエゴに帰港した。
ジュノーは2000年1月28日から31日までの間、オーストラリアが主導する東ティモール国際軍の一部として東ティモールに配備された。
2008年にミャンマーにサイクロン・ナルギスが襲来した際、救援作戦「オペレーション・カーリング・レスポンス」が実施されたが、ジュノーはエセックス揚陸グループの一部として、ハーパーズ・フェリー (USS Harpers Ferry, LSD-49)、マスティン (USS Mustin, DDG-89) と共に作戦に参加、5月13日から6月5日までビルマ沖に停泊しミャンマー臨時政府がアメリカの支援を受け入れるのを待った。しかしながら許可は下りなかったため、6月上旬に部隊は予定に従って帰還した。

## 退役
2008年6月27日、海軍ローテーション計画に基づき、同級艦のデンバー (USS Denver, LPD-9) とスワップという形式で交代した。一時計画では、最新鋭揚陸艦ニューオーリンズ (USS New Orleans, LPD-18) が配備される話が浮上したが、ジュノーより少し古いデンバーで決定した。スワップ後にジュノーは退役のためサンディエゴに向けて出航した。2008年10月30日に退役したジュノーはハワイに移動し、国防予備船隊で保管されている。

## 参照
1. ↑  Stevens, David (2007). Strength Through Diversity: The combined naval role in Operation Stabilise. Working Papers. 20. Canberra: Sea Power Centre - Australia. p. 14. ISBN 9780642296764. ISSN 1834-7231.  オリジナルの2011年3月12日時点におけるアーカイブ。 2010年9月6日閲覧。
2. ↑  San Diego Union-Tribune, October 28, 2008.
3. ↑  Liewer, Steve, "Juneau's Pennant Lowers For Last Time", San Diego Union-Tribune, October 21, 2008.